# Ion Dumitru (politician)
Ion Dumitru (n. 15 august 1955, com. Tătărani, județul Dâmbovița) este un fost politician român, deputat în Parlamentul României din partea PSD (Dâmbovița) în perioada 2004 - 2012. Înainte ca acesta să fie deputat în Parlamentul României, el a ocupat funcția de Director General al Romsilva, din anul 2003 până în 2004.

## Condamnare penală
Ion Dumitru a fost condamnat definitiv la trei ani de închisoare cu suspendare pentru abuz în serviciu în legătură cu achiziționarea unui buldozer. 
Acesta a fost condamnat, alături de alți trei complici la 3 ani de închisoare cu suspendare, cu un termen de încercare de 6 ani în dosarul Romsilva II, instrumentat de procurorii DNA. Buldozerul pentru care a fost condamnat a fost spraevaluat cu 1.744% din prețul său inițial. Inițial, în septembrie 2011. Astfel, cei patru condamnați, Ion dumitru și ceilalți trei complici, sunt nevoiți să plătească suma de 614.322,74 LEI despăgubiri către Romsilva, doar complicii având de achitat în plus peste un milion de lei către regie.
Printre inculpații acestui dosar se numără Dumitru Bunea, fostul director al Direcției Investiții și membri în Consiliul de Administrație al RNP Romsilva, Elena Dumitru, fostul director al Direcției Economice, membră în același consiliu de administrație, și Bogdan Florin Stanciu, administrator al SC Eufrat SRL.
Așa cum a fost stabilit pe parcursul urmăririi penale, vehiculul era destinat îndepărtării, respectiv așezării de obstacole, de către trupele de geniu. Utilajul consuma în jur de 80 de litri de motorină pe oră, neîncadrându-se sub nicio formă în normele europene privind poluarea și consumul“, se arăta într-un comunicat al DNA.
Din iulie 2003 și până în anul 2004, utilajul nu a fost utilizat în niciun fel.
Conform DNA, în 2004, Ion Dumitru, pe atunci director general al Regiei Naționale a Pădurilor Romsilva, a acceptat discutarea în Consiliul de Administrație a unei propuneri de achiziționare prin licitație a utilajului respectiv, după ce firma care deținea în realitate utilajul – Eufrat SRL – făcuse o ofertă de vânzare Romsilva și după ce Direcția silvică Târgu Jiu testase utilajul și constatase că este necorespunzător activităților din domeniul forestier.